# District de Fengxi
Le district de Fengxi (枫溪区 ; pinyin : Fēngxī Qū) est une subdivision administrative de la province du Guangdong en Chine. Il est placé sous la juridiction de la ville-préfecture de Chaozhou. Il a été séparé du xian de Chao'an en 1995.